# EntwederUndOder
EntwederUndOder ist das 12. Studioalbum des österreichischen Volksmusikers Hubert von Goisern, das am 2. September 2011 veröffentlicht wurde.

## Hintergrund
Im September 2010, d. h. ein Jahr nach der Linz Europa Tour 2007 – 2009 fing Hubert von Goisern an, an neuen Liedern zu arbeiten. Gemeinsam mit drei Mitgliedern der Band dieser Tour, bestehend aus Severin Trogbacher, Helmut Schartlmüller und Alexander Pohn, wurde das Album EntwederUndOder in seinem Studio in Salzburg aufgenommen.
Vor der Veröffentlichung wurden bereits einige der Lieder auf der Wirtshaustour präsentiert, die die Band im Frühjahr 2011 durch Österreich und Deutschland führte.
Das Album ist zwar auf das Notwendigste reduziert und wurde nur von den vier Mitgliedern der Band („die musikalische Guerilla-Einheit“) eingespielt, lediglich bei zwei Liedern (Lebwohl und Nit lång her) kam jeweils ein Gastmusiker am Klavier zum Einsatz. Allerdings ist die stilistische Bandbreite des Albums ziemlich groß, d. h. es wurden viele unterschiedliche Musikstile wie Volksmusik, Rock, Blues, Jazz, Ska, Surfmusik und Funk verarbeitet.

## Titelliste
| Nr.          | Titel                               | Länge |
| ------------ | ----------------------------------- | ----- |
| 1.           | Brenna tuats guat                   | 3:51  |
| 2.           | Indianer                            | 4:08  |
| 3.           | Hålt nit ån                         | 4:21  |
| 4.           | I versteh di nit                    | 5:35  |
| 5.           | Heidi hålt mi                       | 3:18  |
| 6.           | Es is wias is                       | 4:37  |
| 7.           | Nit lång her                        | 4:37  |
| 8.           | Lebwohl                             | 2:50  |
| 9.           | I kenn oan                          | 4:59  |
| 10.          | Suach da an åndern                  | 3:54  |
| 11.          | ÜUOÖ (Über-Unter-Ober-Österreicher) | 4:50  |
| 12.          | Neama bång                          | 4:21  |
| Gesamtlänge: | Gesamtlänge:                        | 51:21 |

## Singleauskopplungen
Die Single Brenna tuats guat stieg am 30. September 2011 auf Rang 58 in den österreichischen Singlecharts ein und erreichte zwei Wochen später, am 14. Oktober 2011, die Spitzenposition, an der sie sich fünf Wochen ununterbrochen halten konnte. In Deutschland verzeichnete das Stück in seiner ersten Chartwoche am 11. November 2011 mit Platz 37 die höchste Notierung. Das Lied wurde in Österreich im Januar 2012 mit einer Platin-Schallplatte für über 30.000 verkaufte Exemplare ausgezeichnet.
Ihr Erfolg war auch dafür verantwortlich, dass sich EntwederUndOder lange in den Top 10 halten konnte und sogar dafür sorgte, dass das Album im Oktober kurzzeitig gar nicht mehr lieferbar war.

## Preise

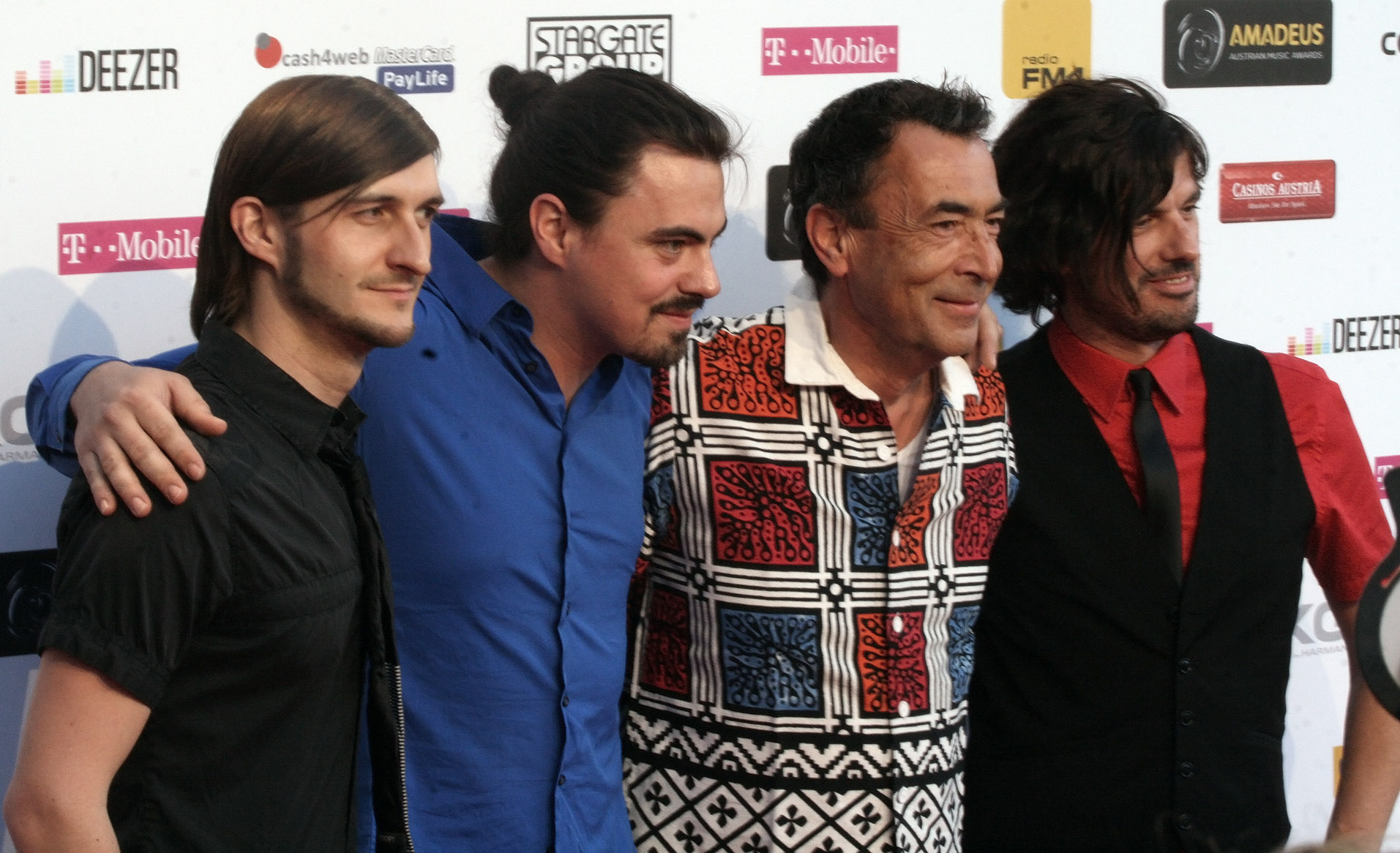
Hubert von Goisern mit seiner Band beim Amadeus Austrian Music Award 2012

Bei der Amadeus-Verleihung 2012 gewann Hubert von Goisern mit dem Album in der Kategorie „Album des Jahres“ sowie als Künstler in der Kategorie „Pop/Rock“. Des Weiteren war Brenna tuats guat in der Kategorie „Song des Jahres“ nominiert, musste sich jedoch dem Song Vo Mello bis ge Schoppornou der Holstuonarmusigbigbandclub geschlagen geben.

## Kommerzieller Erfolg

### Chartplatzierungen
EntwederUndOder stieg am 16. September 2011 auf Rang 13 in die deutschen Albumcharts ein, was für Hubert von Goisern den ersten Top-20-Erfolg in Deutschland bedeutete. Insgesamt konnte sich das Album 51 Wochen in den Top 100 halten. Am gleichen Tag stieg das Album in den Ö3 Austria Top 40 auf Position vier ein und erreichte vier Wochen später, am 7. Oktober 2011, mit Platz zwei seine höchste Notierung, auf dieser Position war EntwederUndOder insgesamt sechs Wochen vertreten. Insgesamt konnte sich der Tonträger in Österreich 56 Wochen in der Hitparade platzieren, davon 20 Wochen in den Top 10.
In den deutschen Jahrescharts 2011 belegte EntwederUndOder Platz 100 sowie in Österreich Rang fünf. Auch in den Jahrescharts 2012 konnte sich das Album auf Rang 98 in Deutschland und Position acht in Österreich platzieren.
| ChartsChartplatzierungen | Höchstplatzierung | Wochen |
| ------------------------ | ----------------- | ------ |
| Deutschland (GfK)        | 13 (51 Wo.)       | 51     |
| Österreich (Ö3)          | 2 (56 Wo.)        | 56     |

| ChartsJahrescharts (2011) | Platzierung |
| ------------------------- | ----------- |
| Deutschland (GfK)         | 100         |
| Österreich (Ö3)           | 5           |

| ChartsJahrescharts (2012) | Platzierung |
| ------------------------- | ----------- |
| Deutschland (GfK)         | 98          |
| Österreich (Ö3)           | 8           |

### Auszeichnungen für Musikverkäufe
In Österreich erhielt das Album im Oktober 2011 für mehr als 10.000 verkaufte Einheiten eine Goldene Schallplatte, bevor es etwa einen Monat später mit Platin ausgezeichnet wurde. Im Januar folgte die Auszeichnung mit einer Doppelplatin-Schallplatte für über 40.000 Verkäufe in Österreich. In Deutschland erreichte EntwederUndOder für mehr als 100.000 verkaufte Exemplare Goldstatus.
| Land/Region        | Auszeichnungen für Musikverkäufe (Land/Region, Auszeichnung, Verkäufe) | Verkäufe |
| ------------------ | ---------------------------------------------------------------------- | -------- |
| Deutschland (BVMI) | Gold                                                                   | 100.000  |
| Österreich (IFPI)  | 2× Platin                                                              | 40.000   |
| Insgesamt          | 1× Gold · 2× Platin ·                                                  | 140.000  |